# 寶鄉橋

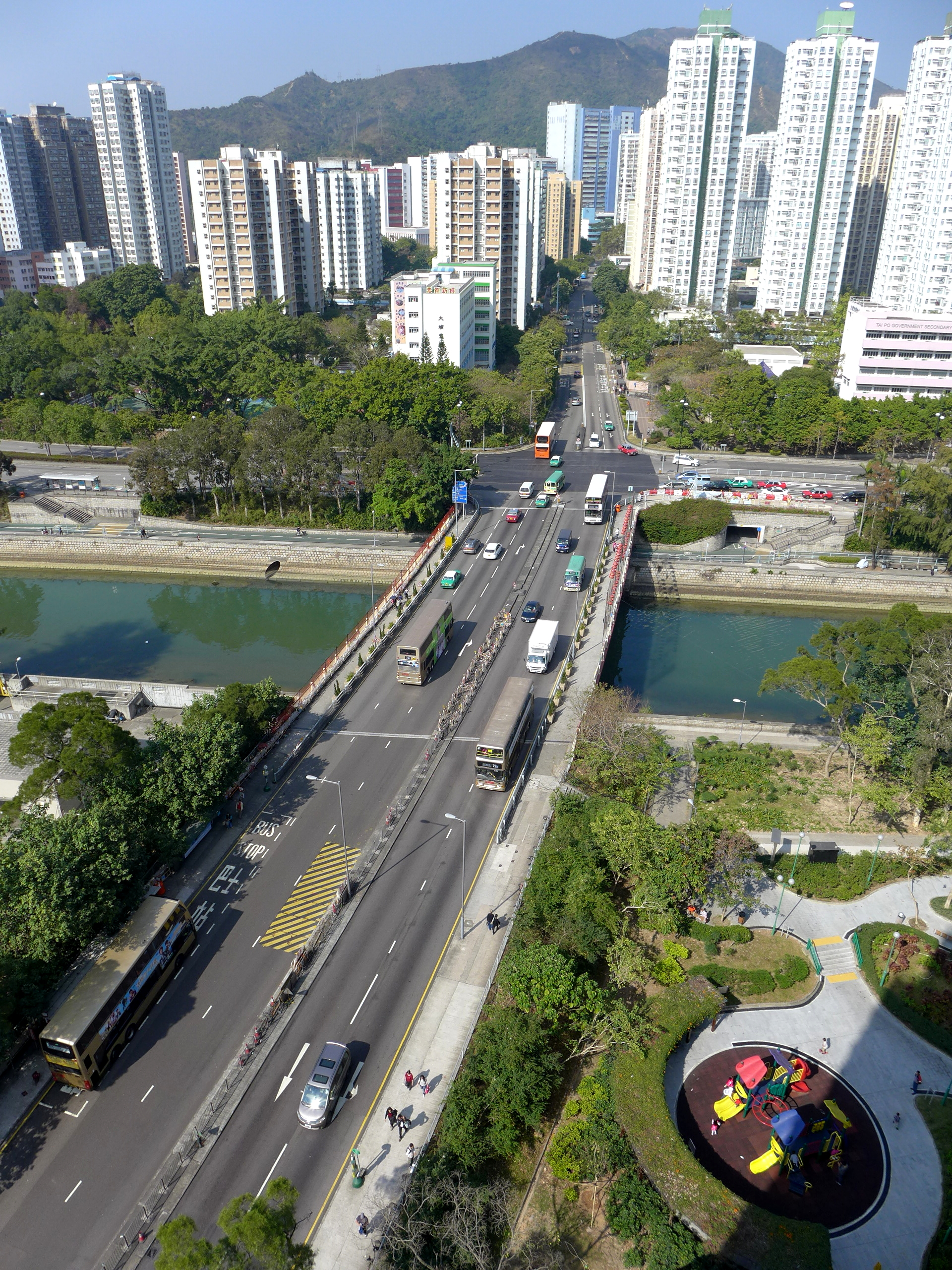
遠攝寶鄉橋

寶鄉橋（英語：Po Heung Bridge）是香港大埔區的一條行車行人兩用的橋樑，屬寶鄉街之一部分，橫跨林村河，北連大埔太和路，南連廣福道，為區內的地標之一。由於本橋連接大埔區南北的中心地帶，故無論任何時間交通均十分繁忙。